# Football universel
Le football universel (en anglais : universal football) est une tentative avortée de création d'un sport hybride tenant du rugby à XIII et du football australien. Aux fins de contrer le rugby à XV, associés aux cercles dirigeants anglophiles et conservateurs de Sydney — dont les décisions étaient perçues comme ayant plus de poids — et d'imposer un « code majoritaire » sur l'ensemble du continent australien, les instances treizistes de Nouvelle-Galles du Sud et la direction victorienne du footy local  mirent au point en 1933 des règles censées permettre la fusion entre les deux sports et autorisèrent, dans le plus grand secret, l'organisation d'un match, joué le vendredi 11 août à Sydney. Celui-ci demeure à ce jour unique.   
Ce sport devait se jouer à quatorze (contre dix-huit en foot australien et treize en rugby à XIII) sur un terrain ovale, à l'instar du football australien. Le hors-jeu en vigueur dans le rugby devait s'appliquer dans une zone commençant à 35 mètres de poteaux équivalents à ceux existant en rugby, mais non sur le reste du terrain (le hors jeu est de fait inexistant en football australien). Comme en rugby, une passe manuelle n'aurait pu se faire qu'à l'arrière mais les en-avant de ballons tombés n'auraient plus été considérés comme fautifs.
Par ailleurs, si les plaquages étaient autorisés entre genoux et épaules, le mark propre au football australien était maintenu : cette spécificité permet à un joueur ayant capté un ballon aérien ayant parcouru une distance d'au moins quinze mètres de le relancer en le bottant après l'avoir laissé choir depuis ses mains sur l'un des pieds.
Enfin, l'essai, obtenu en écrasant le ballon derrière la ligne d'en-but, valait deux points, tandis que la conversion, obtenue en propulsant la balle au-dessus de la barre transversale, en rapportait un seul.